# Leiotheca urceolata
Leiotheca urceolata là một loài rêu trong họ Orthotrichaceae. Loài này được (Hook.) Brid. mô tả khoa học đầu tiên năm 1826.